# Paul Violette
Paul Violette, född 8 oktober 1914 i Paris, död 21 februari 1991 i Valognes, var en fransk skådespelare.

## Filmografi (urval)
- Remorques, 1940
- Les Roquevillard, 1943
- La Marie du port, 1949
- Fanfan la Tulipe, 1951
- La Forêt de l'adieu, 1952
- Le Bois des amants, 1960